# Pierre Balmain
Pierre Alexandre Claudius Balmain (Saint-Jean-de-Maurienne, 18 mei 1914 - Parijs, 29 juni 1982) was een Frans couturier. Hij was in zijn generatie een van de eersten die de Franse mode ook sterk in het buitenland promootte, met name in de Verenigde Staten en Engeland. In 1947 richtte hij zijn eigen ontwerphuis op, dat hij bleef leiden tot zijn dood. Daarna werd Christophe Decarnin er artistiek directeur.
Balmain’s vader, die stierf toen Pierre 7 jaar oud was, bezat een bedrijf dat handelde in stoffen. Zijn moeder runde samen met haar zussen een modeboetiek genaamd Galeries Parisiennes. Balmain volgde onderwijs in Chambéry en bracht zijn weekenden door bij zijn oom in Aix-les-Bains. De welvarende dames die hij hier ontmoette, ontluikten zijn interesse in couture.
Balmain startte in 1933 met een studie architectuur aan de École des Beaux-Arts. Tijdens deze studie deed hij freelance werk als tekenaar voor ontwerper Robert Piguet. Hij maakte zijn studie echter niet af. Na een bezoek aan de studio van Edward Molyneux in 1934 werd hem een baan aangeboden, waarna hij ervoor koos om zijn studie af te breken. Hij werkte vijf jaar voor de ontwerper. Tijdens de Tweede Wereldoorlog werkte Balmain samen met Christian Dior voor de couturier Lucien Lelong.
Beroemde klanten van Balmain waren koningin Sirikit van Thailand, koningin Fabiola van België, keizerin Michiko van Japan en filmster Marlene Dietrich. Ook ontwierp Balmain kostuums voor meer dan 50 films, waaronder The Milionairess met Sophia Loren en de films Et Dieu… créa la femme en Une Parisienne met Brigitte Bardot. Voor zijn kostuumontwerp voor de musical Happy New Year werd Balmain genomineerd voor een Tony Award en won hij een Drama Desk Award.
Pierre Balmain stierf op 29 juni 1982 op 68-jarige leeftijd aan de gevolgen van leverkanker in het American Hospital of Paris. Hij had op dat moment net de ontwerpen afgerond voor zijn herfstcollectie.